# 흔들리는 대지
《흔들리는 대지》(이탈리아어: La terra trema)는 1948년 개봉한 드라마 영화다. 네오레알리스모를 대표하는 영화로 작품의 배경인 시칠리아를 사실적으로 묘사하기 위해 실제 주민들을 대상으로 촬영하였다. 베네치아 영화제 국제상을 받았다.

## 기타
- 조연출: 프란코 제피렐리

## 같이 보기
- 다큐픽션